# مستشفى الخور العام
مستشفى الخور العام افتتح مستشفى الخور الذي بلغت تكلفته الإجمالية ( 85 ) مليون ريال عام 2005 ويهدف إلى توفير خدمات طبية وصحية وتشخيصية متميزة ومتكاملة في جميع التخصصات الطبية لأهالي المناطق الشمالية ويحتوي المستشفى على أجنحة خاصة للمرضى السريريين مجموعها (119) سريرا للتخصصات المختلفة مع تخصيص (13) سريرا للعناية المركزة للبالغين والأطفال، كما يحتوي أيضا على (4) أسرة للأطفال حديثي الولادة، كما يضم مستشفى الخور (8) أجنحة متطورة للعمليات للتعامل مع جميع الحالات المختلفة، وتدعم المستشفى خدمات مساعدة متطورة على مدار الساعة منها قسم الأشعة الذي يحتوي على أجهزة متطورة مثل التصوير الطبقي المحوري والرنين المغناطيسي وقسم المختبرات الطبية يقوم بعمل الفحوصات مثل فحوصات الدم والمناعة وبنك الدم بالإضافة إلى قسم للطوارئ وطوارئ الأطفال.
ويخطط لزيادة عدد الأسرّة من (119)إلى مائتي سرير مستقبلاً ضمن خط توسعية تشمل إنشاء مسكن للممرضات.

## وصلات خارجية
- وزارة الخارجية القطرية